# László Gálffi
Dans le nom hongrois Gálffi László, le nom de famille précède le prénom, mais cet article utilise l’ordre habituel en français László Gálffi, où le prénom précède le nom.
László Gálffi, né le 16 novembre 1952 à Budapest (Hongrie), est un acteur hongrois. Il a reçu les prix Kossuth et Mari Jászai.

## Biographie
László Gálffi est diplômé en 1975 de l'Université d'art dramatique et cinématographique à Budapest et est aussitôt engagé au Théâtre de la Gaieté de Budapest où il joue jusqu'en 1999. Il est ensuite acteur indépendant et, à partir de 2004, il est membre du Théâtre Örkény István.
De 1994 à 2010, il enseigne à l'Université d'art dramatique et cinématographique. Il obtient un diplôme de Doctor of Liberal Arts (hu) (DLA) en 2003 et est professeur agrégé depuis 2008. Il arrête d'enseigner après une crise cardiaque en 2008.
Au cinéma, un des rôles les plus connus de László Gálffi est celui du roi Louis II de Bavière dans la production cinématographique épique de Tony Palmer, Wagner, dans laquelle Galffi joue aux côtés de Richard Burton, John Gielgud, Ralph Richardson, Laurence Olivier et Vanessa Redgrave.
Il est Frédéric Chopin dans Liszt Ferenc (1982), un téléfilm hongrois basé sur la vie de Franz Liszt. Galffi tient également le rôle de Rossa dans le film de 1999, Sunshine, aux côtés de Ralph Fiennes.

## Théâtre
Son nom est associé à des rôles tels que le rôle de Iago dans Othello de Shakespeare.
Il a joué dans des pièces et des œuvres d'auteurs aussi divers que Plaute, Shakespeare (Antoine et Cléopâtre, Richard II, Roméo et Juliette, Comme il vous plaira, Le Roi Lear : Gloucester...), Tibor Gyurkovics (hu), Carlo Goldoni, István Csurka (Eredeti helyszín), Lope de Vega, Dostoïevski (Crime et Châtiment, Les Nuits blanches), Géza Bereményi, Schaffer (Equus, Amadeus), János Székely, Arthur Rimbaud, Alexandre Dumas (La Dame aux camélias), Tchekhov (La Mouette, La Noce, O’Neill (Le deuil sied à Électre), Samuel Beckett, Lessing (Nathan le Sage ou Bölcs Náthán), Zsigmond Móricz, András Sütő, Ferenc Dunai (uk), Gorki (Les Bas-fonds), Gyurkovics Tibor, Zsolt Béla, Marivaux, Ionesco (Rhinocéros), Feydeau, Marlowe (Édouard II), Szomory Dezső, József Katona, Goethe, Faust, Szophoklész, Henrik Ibsen (Nóra ou Une maison de poupée), Pouchkine (Boris Godounov)), Ionesco (La Leçon, La Cantatrice chauve), István Örkény, Buñuel, Molière (Le Misanthrope : Alceste, Heinrich Böll (L'Honneur perdu de Katharina Blum : Dr. Hubert Blorna), Crouch-McDermott-Hoffmann, Máthé Zsolt, Ivan Menchell, Dürrenmatt…

## Filmographie partielle

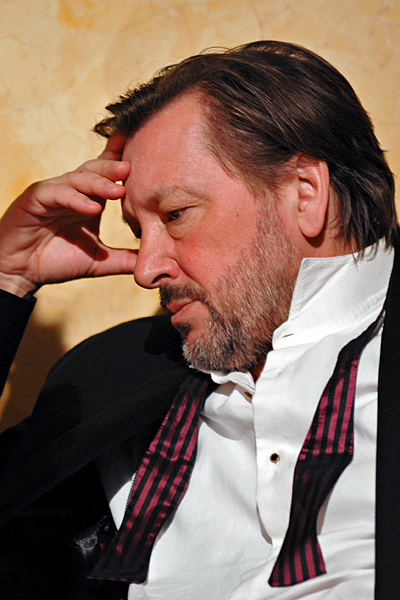
László Gálffi en 2008.

### Au cinéma
- 1981 : Le Cœur du tyran (A zsarnok szíve, avagy Boccaccio Magyarországon) de Miklós Jancsó
- 1985 : Colonel Redl (Oberst Redl) de István Szabó
- 1989 : L'Horoscope de Jésus-Christ (Jézus Krisztus horoszkópja) de Miklós Jancsó
- 2014 : White God (Fehér isten) de Kornél Mundruczó

### À la télévision
- 1983 : Wagner de Tony Palmer : roi Louis II de Bavière

## Prix, récompenses et distinctions
- Anneau commémoratif Gyula Hegedűs (1980, 1996)
- Prix commémoratif Ajtay Andor (1980, 1990)
- Prix Mari Jászai (1984)
- Prix commémoratif Éva Ruttkai (1991)
- Médaille commémorative László Mensáros (1994)
- Prix Hekuba (1994)
- Croix d'officier de l'Ordre du mérite de la République de Hongrie (1996)[3]
- Prix de la ville de Budapest (2001)
- Artiste émérite de Hongrie (2003)
- Prix Arlecchino (2004)
- Prix Help Snail (2005)
- Prix Bilicsi (2005)
- Prix Kossuth (2007)
- Membre héritier de la Société des Immortels (2010)
- Prix Gábor Miklós (2013)
- Prix Pentecôtiste Andor (2015)
- Prix de l'acteur Antal Pág (2018)